# Dignity Health
Dignity Health, tidigare Catholic Healthcare West, var en amerikansk ideell förening som ägde och drev sjukvårdsinrättningar, däribland 31 sjukhus i Kalifornien, fem i Arizona och tre i Nevada för år 2018. Den hade historiskt religiösa anknytningar till den romersk-katolska kyrkan.

## Historik
Den ideella sjukvårdsföreningen grundades 1986 som Catholic Healthcare West när sjukvårdssystemen för Sisters of Mercy Auburn Regional Community och Sisters of Mercy Burlingame Regional Community blev fusionerade med varandra. År 2012 avslutade CHW alla formella kopplingar till den romersk-katolska kyrkan i förhoppning att få till sig sjukhus som inte var romersk-katolska. Föreningen bytte också namn till Dignity Health för att markera detta. Den 1 februari 2019 blev dock Dignity Health fusionerad med Catholic Health Initiatives för 29 miljarder amerikanska dollar i syfte att vara Common Spirit Health, efter att bland annat den romersk-katolska kyrkan och Vatikanstaten hade godkänt fusionen.